# Clonus
Un clonus est une série de contractions rapides et réflexes apparaissant à la suite de l'étirement brusque de certains muscles. 
La dorsiflexion brusque et forcée du pied provoque des mouvements rythmiques de flexion-extension du pied appelée trépidation épileptoïde du pied ou clonus. Ce symptôme se retrouve au pied du côté hémiplégique d'un syndrome pyramidal après quelques jours d'évolution.
Le clonus est le témoin d’une lésion du faisceau pyramidal.